# Stewart McDonald

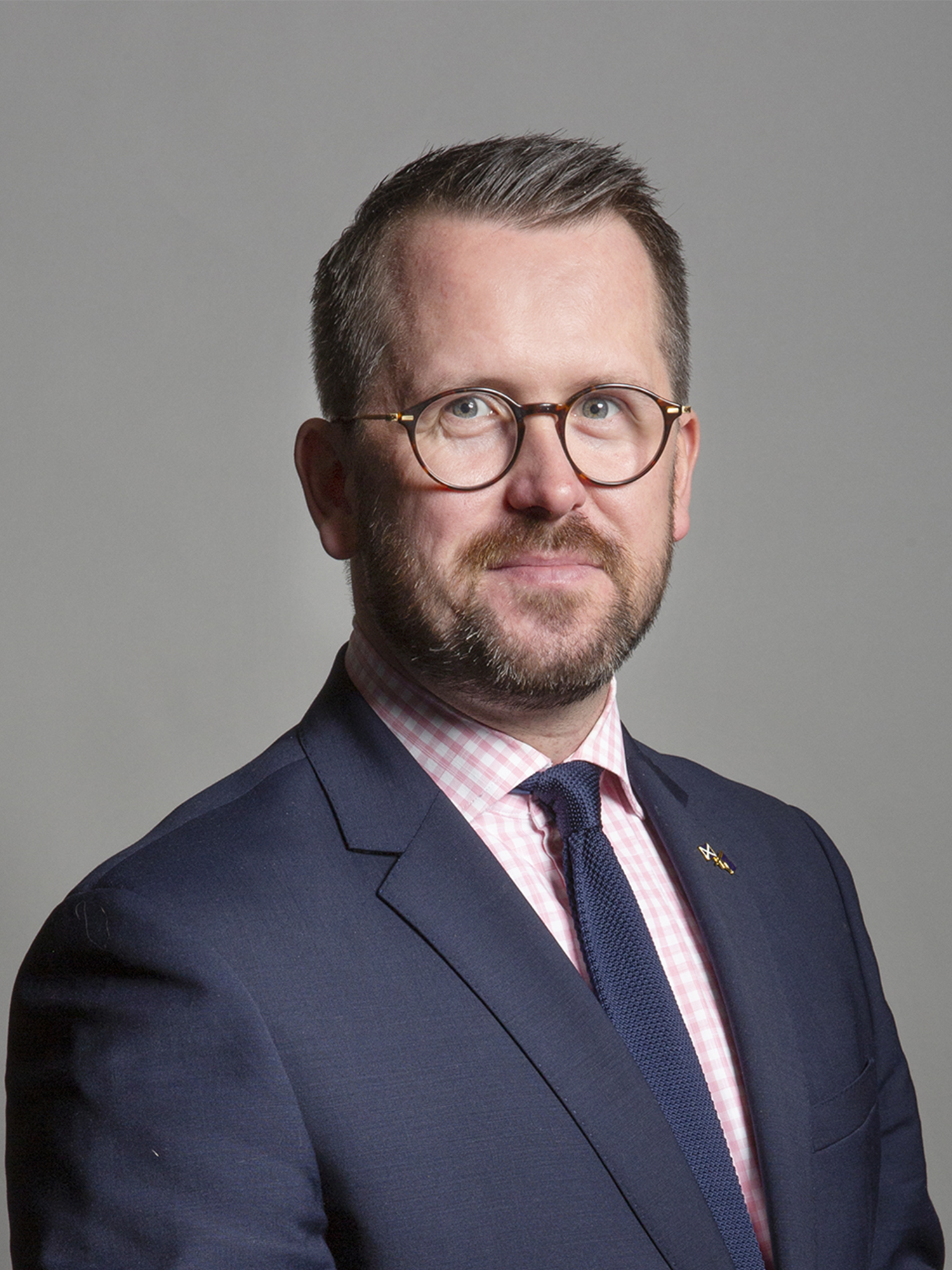
Stewart McDonald

Stewart McDonald (* 24. August 1986 in Castlemilk, Glasgow) ist ein britischer Politiker der Scottish National Party (SNP). Er war von 2015 bis 2024 Abgeordneter im britischen Unterhaus.

## Leben
Nach dem Besuch der Govan High School arbeitete McDonald in diversen Jobs, unter anderem als Verkäufer und als Animateur für Touristen auf Teneriffa. Er wurde Mitglied der SNP. 
McDonald wurde bei der Unterhauswahl am 7. Mai 2015 erstmals Abgeordneter im House of Commons. Bei den vorgezogenen Unterhauswahlen 2017 verteidigte er sein Mandat im Wahlkreis Glasgow South.
Im Juli 2017 brachte McDonald einen Gesetzesentwurf ein, um unbezahlte Probeschichten für Arbeitnehmer zu verbieten. Er bezeichnete diese Praxis als „Ausbeutung“ junger Arbeitssuchender. Sein Gesetzentwurf erhielt unter anderem die Unterstützung des Scottish Trades Union Congress und der National Union of Students. Der Gesetzentwurf wurde im März 2018 im Unterhaus abgelehnt; er kam also nicht zur Abstimmung.
Im August 2018 plädierte McDonald dafür, der National Health Service (NHS) solle die Präexpositionsprophylaxe (PrEP) zur HIV-Prävention anbieten.
McDonald ist seit langem ein Befürworter der Rechte von Transgendern und der Reform des Gender Recognition Act (GRA) in Schottland. Er sagte im November 2019, er habe sich immer für die Rechte von Transgendern eingesetzt und werde dies immer tun.
Bei der Unterhauswahl im Dezember 2019 erhielt McDonald in seinem Wahlkreis 48,1 % der Stimmen und wurde wiedergewählt.
McDonald war Mitglied der Interparlamentarischen Allianz für China. Er sagte im September 2021, er sei beunruhigt über Schottlands Beziehung zur VR China: sie öffne „die Tür für Fehlinformationen aus Peking“. 
Er sagte auch, Russland habe in Schottland eine Geschichte der Desinformation. Die von Alex Salmond (First Minister von Mai 2007 bis November 2014) beim russischen Staatssender RT UK moderierte The Alex Salmond Show verleihe der Propaganda des Putin-Regimes Glaubwürdigkeit und Legitimität.
McDonald forderte im Januar 2023 eine Debatte über die Existenz der britischen Monarchie in einem unabhängigen Schottland.
McDonald kandidierte bei der Unterhauswahl am 4. Juli 2024 als Kandidat der SNP im Wahlkreis Glasgow South. Er unterlag dem Labour-Kandidaten Gordon McKee. Die SNP erhielt bei der Wahl 2,5 % der Stimmen (nach 3,9 % im Jahr 2019).
Mit der Unterhauswahl 2024 endete eine 14 Jahre währende Zeit, in der die Tories die Regierung des UK stellten (Kabinette Cameron, May, Johnson, Truss und Sunak).